# Кампу-ді-Марті
Аеропорт Кампу-ді-Марті (порт. Aeroporto Campo de Marte, ICAO: SBMT) — найменший з трьох комерційних аеропортів міста Сан-Паулу, розташований в окрузі Сантана за 6 км від центру міста. Аеропортом володіє місто Сан-Паулу, управляється він компанією Infraero. Назва аеропорту означає «Марсове поле».
Аеропорт був відкритий у 1919 році. Поступово, через переповнення аеропорту та затоплення час-від-часу річкою Тіете, більшість рейсів було перенесено до нового аеропорту Конгоньяс. Зараз у Кампу-ді-Марті розташована льотна школа, а сам аеропорт приймає гелікоптери та нерегулярні рейси. Уночі використовується майже виключно гелікоптерами. Тим не менш, станом на 2008 рік аеропорт є п'ятим у Бразилії за числом виконаних рейсів.